# Le Nez
Pour les articles homonymes, voir Nez (homonymie).
Le Nez (en russe : Нос) est une nouvelle fantastique et grotesque de Nicolas Gogol, parue en 1836.

## Écriture et accueil
L'écriture du Nez débute en 1832 et s'achève en 1835. La nouvelle est d'abord refusée comme « sale et triviale » par L'Observateur moscovite, avant d'être publiée en octobre 1836 par la revue littéraire Le Contemporain accompagnée d'une présentation d'Alexandre Pouchkine.
Dans ses Œuvres complètes, parues en 1843, Gogol l'intègre avec Le Manteau, Le Portrait, Le Journal d'un fou et La Perspective Nevski, dans le recueil intitulé Nouvelles de Pétersbourg.

## Personnages
- Ivan Yakovlevitch : barbier dont on a perdu le nom de famille, domicilié avenue de l'Ascension, trouve un nez dans son petit déjeuner.
- Platon Kouzmitch Kovaliov : assesseur de collège, imbu de lui-même, s'aperçoit au réveil que son nez a disparu.
- « Le nez » de Kovaliov qui accède à une vie propre et que rencontre Kovaliov.
- Prascovia Ossipovna : épouse acariâtre du barbier Yakovlévitch.
- Alexandra Grigorievna Podtotchina : amie de Kovaliov qui songe sérieusement à le marier à sa fille. Kovaliov la tient un moment pour responsable de ses malheurs.

## Résumé

### Première partie
Le Nez débute un 25 mars chez un barbier pétersbourgeois, Ivan Yakovlievitch — dont on a perdu le nom de famille —, qui, au lendemain d'une soirée trop arrosée, découvre un nez dans le pain qu'il s'apprête à croquer en guise de petit-déjeuner. Son épouse, offusquée, lui ordonne de s'en débarrasser. Hélas, les tentatives du barbier échouent l'une après l'autre et, comble de malchance, il finit par être arrêté par un gendarme, qu'il essaie vainement de soudoyer... « La suite se perd dans un brouillard si épais que personne n'a jamais pu le percer ».

### Deuxième partie
Au même instant, un autre habitant de Saint-Pétersbourg, l'assesseur de collège Kovaliov se lève et constate avec effarement que son nez a disparu. Kovaliov entreprend dix démarches, plus loufoques l'une que l'autre, afin de le récupérer. C'est alors qu'il croise son nez, vêtu d'un très bel uniforme brodé d’or. Celui-ci semble avoir décidé d'entamer une existence indépendante sous forme de conseiller d'État. Alors que la situation semble désespérée, le nez de Kovaliov est arrêté par la police, au moment où il s'apprêtait à passer la frontière. Reste à le remettre à sa place. Ceci se révèle impossible malgré l'assistance d'un grand médecin philosophe.

### Troisième partie
Kovaliov se réveille avec son nez en plein milieu du visage.

## Adaptations
- Le compositeur soviétique Dmitri Chostakovitch l'a adapté pour son opéra Le Nez de 1928, créé en 1930.
- Alexandre Alexeieff et Claire Parker ont réalisé un court métrage d'animation en 1963.
- Julien Le Pocher écrit la pièce de théâtre Hoc, ou le Nez[3], libre adaptation de la nouvelle et publiée en 2016.
- Andreï Khrjanovski réalise le film d'animation The Nose or the Conspiracy of Mavericks en 2020.

## Éditions en français
- Nicolas Gogol (trad. Henri Mongault, préf. Gustave Aucouturier), Œuvres complètes : Les Nouvelles de Pétersbourg, Paris, éditions Gallimard, coll. « Bibliothèque de la Pléiade » (no 185), 1980 (1re éd. 1966), 1952 p., « Le Nez »
- Nicolas Gogol (trad. André Markowicz, postface Jean-Philippe Jaccard), Les Nouvelles de Pétersbourg, Arles, Actes Sud, 2007, 411 p., « Le Nez »
- Nicolas Gogol (trad. Arthur Larrue), Le Nez, Éditions Allia, 2014, 80 p. (ISBN 979-10-304-1031-0)